# Sig mig ... er De klar over, hvem vi var?
Sig mig ... er De klar over, hvem vi var? er den ironiske titel på Danser med Drenges tredje album, som blev udsendt på CD i april 1997. Albummet var et brud med stilen på DmD's to tidligere udspil, Danser med Drenge fra 1993 og Så længe vi er her fra 1995.
Coveret viser bandet på en 'old school' hverdagsagtig facon, hvor Rie Rasmussen, Klaus Kjellerup, Stanley Møller, Steffen Qwist og det nye medlem Simon West hænger i en sofa i et kakkelbordmiljø og ryger cigaretter. Coveret og CD-skiven er designet med gammeldags LP-layout, og tekstgrafikken er med gammel dansk bogstavering, hvor bogstavet å skrives som dobbelt-a.
Albummet er inspireret af 90'ernes hip-hop bølge, og Jazzy H (fra Østkyst Hustlers) medvirker på flere tracks som rapper og med-tekstforfatter. Desuden medvirker den tidl. Tøsedrenge-sangerinde, Maria Bramsen som rapper.
Bandet har selv forklaret stilbruddet med, at de ville videre fra det tidligere album, Så længe vi er her, som kredsede om eksistentielle emner på grund af den tidl. sangerinde Philippa Bulgins dødsfald. Nu skulle teksterne handle om hverdagsting.
Albummet blev kaldt "barsk voksenpop" af Aalborg Stiftstidende, og fik flere gode anmeldelser. Dette var uvant for DmD i 90'erne, hvilket de ironisk har kommenteret. Albummet blev dog aldrig nogen salgsmæssig succes, og kun én af sangene har haft plads i bandets live-program senere - den humoristiske "Hvem skal vi rakke ned i dag?".

## Tracks
1. "Pastorens intro" - [0:08]
2. "Det gamle slæng" – (Kjellerup, Trier) [6:09]
3. "Vi er som vi er" - (Stanley, Kjellerup, Trier) [6:05]
4. "Nu maa vi videre" - (Kjellerup) [4:16]
5. "Naar jeg dør" - (Kjellerup) [5:06]
6. "Hvad er det vi venter paa?" - (West, Kjellerup, Trier) [4:50]
7. "Jeg gaar op og lægger mig" - (Kjellerup, Trier) [6:13]
8. "Ka' I se mig allesammen?" - (West, Kjellerup) [5:33]
9. "Hvem skal vi rakke ned i dag?" – (Kjellerup, Trier) [4:56]
10. "Tal til mig" – (Kjellerup) [3:28]
11. "Kan nogen høre mit raab?" – (Kjellerup) [3:17]

## Musikere (band)
- Rie Rasmussen (vokal)
- Klaus Kjellerup (bas, guitar, keyboards, rap, kor)
- Steffen Qwist (lead guitar)
- Henrik Stanley Møller (keyboards, kor)
- Simon West (el-piano, orgel)

## Gæster
- Jazzy H (rap 3, 6)
- Maria Bramsen (rap 7)
- Jan Sivertsen (trommer 2, 3, 4, 9)
- Søren Frost (trommer 5, 7, 8, 10)
- Sune Munkholm Pedersen (synth, vocoder)
- Jesper Ranum (synth 11)
- Chief 1 (human beatbox 7)
- Ruth Hald, Maria Bramsen (kor)
- Helle Sørensen, John von Daler, Marianne Sørensen, Olav Gudnasson (strygekvartet 2, 10)